# NGC 7209
NGC 7209 في الفهرس العام الجديد، هي عنقود نجمي، تقع في كوكبة العظاءة. اكتشفت في 17 نوفمبر 1788 بواسطة ويليام هيرشل.

## روابط خارجية
- NGC 7209 على موقع ويكي سكاي: DSS2, SDSS, GALEX, IRAS, Hydrogen α, X-Ray, Astrophoto, Sky Map, Articles and images